# Herb Chełmna
Herb Chełmna – jeden z symboli miasta Chełmno w postaci herbu. Historia herbu sięga XIII wieku i pierwotnie znacznie się on różnił od obecnie używanego.

## Wygląd i symbolika
Herb Miasta Chełmna wpisany jest w błękitne pole, a nad samym herbem znajduje się korona koloru złotego. Korona posiada w środku lilię, po obu bokach profil lilii, które połączone są ze środkową lilią kształtami kotwic, a w punktach stycznych znajdują się trzy koła wysokości podstawy korony. Treść herbu znajduje się w stylizowanej winiecie koloru ciemnobrązowego. Winieta oddziela treść herbu białą ramką. Herb stanowi dziewięć pagórków koloru brązowego z podcieniem, szeregowo usytuowanych, po trzy w każdym rzędzie, a w drugim rzędzie, na środkowym pagórku wpisany jest krzyż maltański koloru ciemnobrązowego. Nad pagórkami znajduje się pole koloru jasnobłękitnego. Pagórki mają kształt zaokrąglony elipsy i oddzielone są liniami koloru ciemnobrązowego. Pod pagórkami widnieją trzy ciemnobłękitne fale wodne, oddzielone dwiema białymi liniami falistymi, w układzie poziomym.
Trzy fale symbolizują Wisłę. W pagórki wpisany jest krzyż maltański będący symbolem chrześcijaństwa. 

## Historia
Wg. Zenona Nowaka pierwszy herb miasta należy wiązać z jego lokacją w 1233, a także z tym, że od początku istnienia odgrywało znaczącą rolę polityczną i administracyjną w państwie krzyżackim. 
XIV-wieczna pieczęć miasta ukazywała Krzyżaka na koni pod baldachimem, z tarczą, trzymającego w drugiej ręce proporzec z herbem miasta. Ukazane na nim są fale rzeczne w kilku szeregach. W publikacji Pawła Kuszewicza (Prawa chełmińskiego poprawionego ksiąg) wydanego w 1697 występuje bardzo zbliżone wyobrażenie tej pieczęci (w publikacji podpisane jako Herbowy kleynot szlachetnego miasta Chełmna). Wersja ta jest bez tarczy (tu trzyma uzdę), a na proporcu widnieje już zmodyfikowany herb.
Wygląd herbu XV-wiecznego miał także przekazać Jan Długosz w Banderia Prutenorum, gdzie zaprezentował ją jako ,,woda bieżąca na przemina biała i czerwona, z krzyżem czarnym i takimże szlakiem u góry".
Wg. ustaleń Mariana Gumowskiego przez większość średniowiecza motywem herbu Chełmna były dwie równoległe rzeki, o trzech zakrętach z krzyżem, który stoi nad górnym zakrętem górnej rzeki.
W następnych latach doszło do modyfikacji, które doprowadziły do wersji XVI-wiecznej, która (po edycjach) widnieje na także na współczesnym herbie.
Pod symbolem miasta z publikacji P. Kuszewicza znajduje się ułożony przez niego wierszyk, który wyjaśnia i opisuje właśnie ten herb. 
Gdy miasto Chełmno w Prusiech zakładano,
Temu dziewięć gór za herb darowano.
A to dlatego, iż na górach leży,
Pod którą Wisła ku Gdańskowi bieży.
A na wierzchu gór krzyż jest osadzony,
Temu (rzecz pewna) aby każdej strony
Nieprzyjacioły swe krzyżem gromiło,
A w każdej trwodze onym się broniło;
Abo też temu tym znać dali
Krzyżacy, że je oni zbudowali.

Wyobrażenia herbu miasta Chełmna
Sztandar Ziemi chełmińskiej podczas bitwy pod Grunwaldem
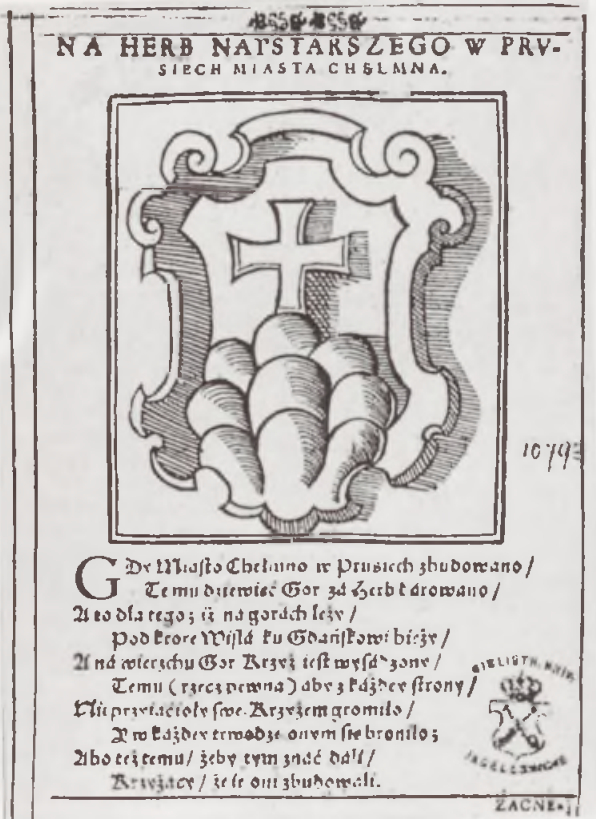
Herb miasta Chełmna według P. Kuszewicza, 1623
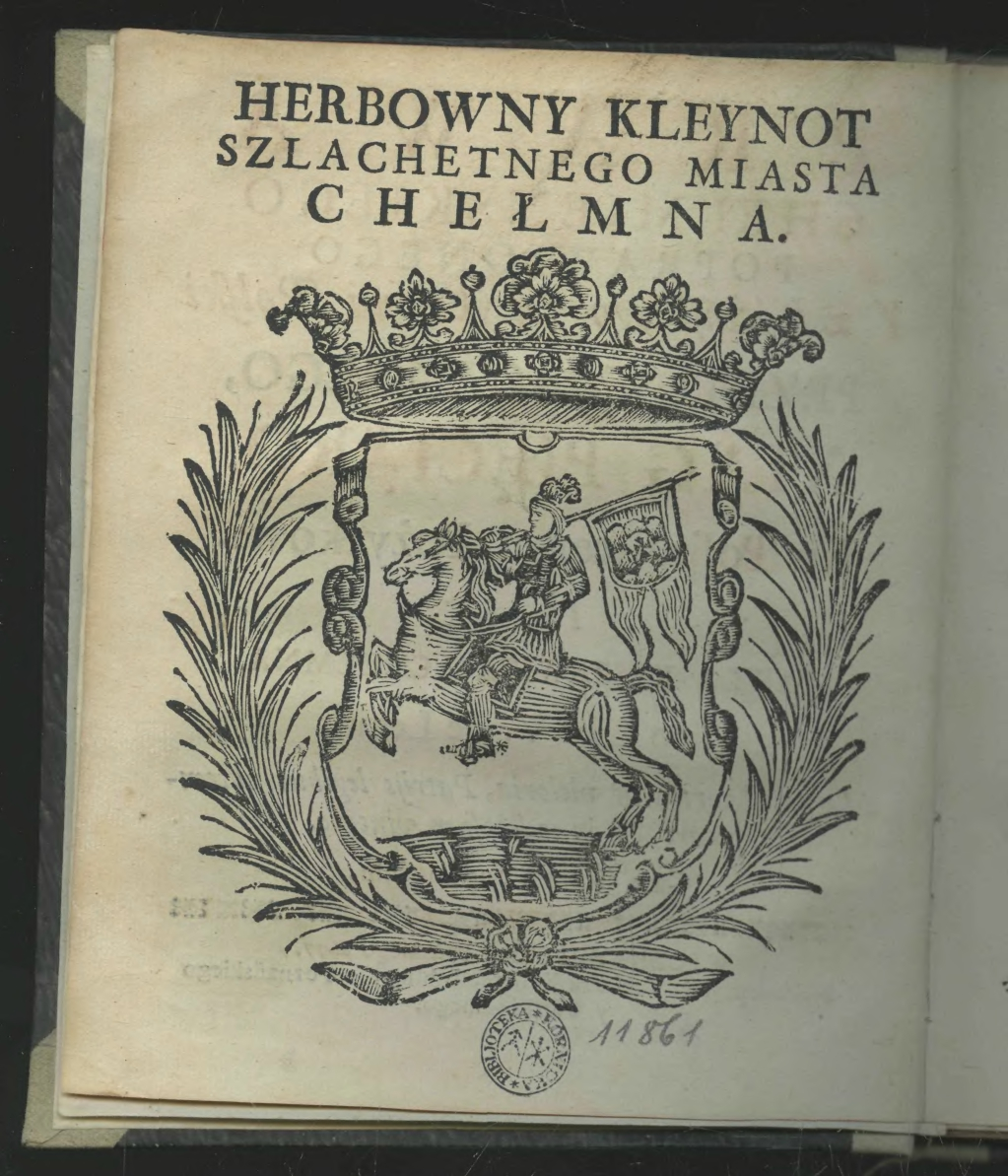
Herb miasta Chełmna z trzeciego wydania ,,Prawa chełmińskiego poprawionego" Pawła Kuszewicza z 1697 r.
- Herb miasta Chełmna wg.  J. Czechowicza, ,,Praktyka kryminalna", 1769